# (15407) Udakiyoo
(15407) Udakiyoo est un astéroïde de la ceinture principale.

## Description
(15407) Udakiyoo est un astéroïde de la ceinture principale. Il fut découvert le 24 novembre 1997 à Moriyama par Yasukazu Ikari. Il présente une orbite caractérisée par un demi-grand axe de 2,27 UA, une excentricité de 0,19 et une inclinaison de 6,7° par rapport à l'écliptique.

## Compléments